# Gabara andaca
Gabara andaca är en fjärilsart som beskrevs av Druce 1891. Gabara andaca ingår i släktet Gabara och familjen nattflyn. Inga underarter finns listade i Catalogue of Life.